# James William Abert

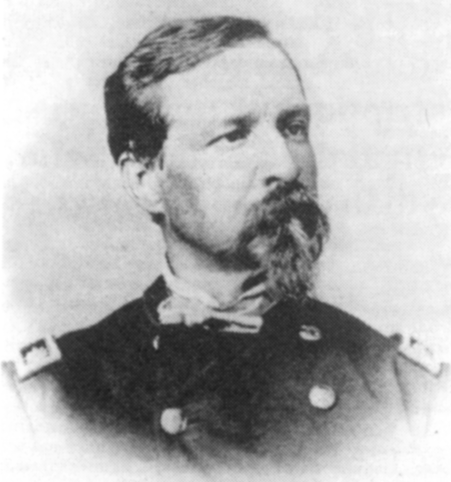
James W. Abert

James William Abert amerykański oficer, odkrywca, rysownik i kartograf, badacz zachodniego obszaru Stanów Zjednoczonych ur. w roku 1820, zm. w 1871.
Syn Johna J. Aberta, twórcy i pierwszego dowódcy Korpusu Topograficznego Armii (ang. US Army Corps of Topographical Engineers), kształcił się w akademii wojskowej West Point, którą ukończył w roku 1842.
Jako porucznik w podjął w tym samym roku pracę w Korpusie, w ramach którego wiosną i latem roku 1845 wziął udział w ekspedycji badawczej pułkownika Stephena Watts Kearny'ego z Fort Leavenworth w dzisiejszym północnowschodnim Kansas na południe i zachód w kierunku szlaku Santa Fe i Nowego Meksyku. Na czele grupy topografów i oddziału wojska Abert powędrował wzdłuż rzeki Arkansas docierając 2 sierpnia 1845 roku do Fortu Bent we wschodnim Kolorado.
Z Fortu Bent oddział posuwał się dalej na południe i zachód, penetrując zachodnią Oklahomę i wysuniętą enklawę dzisiejszego Teksasu (ang. Texas Panhandle) - tereny zamieszkiwane przez plemiona Kiowa i Komanczów. Abert sporządził dokładną mapę obszaru i opis zastanych tam Indian. Wzdłuż szlaku Santa Fe wyprawa dotarła ostatecznie do Nowego Meksyku.
Do Nowego Meksyku, w tamtych czasach niezbyt często odwiedzanego przez białych, Abert wracał w latach 1846–1847. W październiku 1846 dotarł do puebla Acoma nad rzeką Rio de San Jose, w pobliżu dzisiejszego Albuquerque. W roku 1848 Kongres Stanów Zjednoczonych opublikował sprawozdanie z tych ostatnich wypraw: Report of Lieutenant James W. Abert of the Examination of New Mexico in the Years 1846-47 zaopatrzone w liczne szkice Aberta.
Prace badawcze Aberta okazały się bardzo przydatne w obliczu wojny z Meksykiem.